# فرودگاه وایتمن
فرودگاه وایتمن  (به انگلیسی: Whiteman Airport)  یک فرودگاه همگانی  با کد یاتا WHP است که یک باند فرود آسفالت دارد و طول باند آن ۱۲۵۶ متر است. این فرودگاه در شهر لس‌آنجلس کشور ایالات متحده آمریکا قرار دارد و در ارتفاع ۳۰۵٫۷ متری از سطح دریا واقع شده است.